# كيث وليامز (لاعب كرة قدم)
كيث وليامز (بالإنجليزية: Keith Williams)‏ (12 أبريل 1957 في المملكة المتحدة - ) هو لاعب كرة قدم بريطاني في مركز الوسط. لعب مع أستون فيلا وكولتشستر يونايتد ونادي بورنموث ونادي نورثامبتون تاون.